# Alcide Bellot des Minières
Pour les articles homonymes, voir Bellot des Minières.
Alcide Bellot des Minières, né à La Réole le  30 septembre 1828 et mort le 1er novembre 1906 à Léognan, est un viticulteur français. Il est surnommé « Le roi des vignerons ».

## Présentation
Alcide Bellot des Minières est le fils de Pierre Henri Bellot des Minières, juriste, maire de La Réole et conseiller général, et de Nanine Rosalie Thévenet. Il est le frère de Jacques-Edmé-Henri-Philadelphe Bellot des Minières.
Ingénieur, il fait fortune aux États-Unis. Revenu en France, il acquiert en 1872 le vignoble du Haut-Bailly et y fait construire construire un château. 
Il hisse alors le vin du Château Haut-Bailly au rang de Grand crû exceptionnel. 
Il est l'auteur de nombreux ouvrages de viticulture, notamment sur les maladies de la vigne.  Il reste sans postérité. Il est Chevalier de la Légion d'Honneur.
La volonté d'Alcide Bellot des Minières de conserver des plants non-greffés, même au plus fort de la crise phylloxérique, est à l’origine du fonds de vieilles vignes particulièrement rare qui fait de Haut-Bailly l’un des plus anciens vignobles de son appellation. Ainsi, l’âge moyen actuel de la vigne est de 35 ans, tandis qu’un quart de la vigne à Haut-Bailly atteint 80 à 90 ans.
Au XIXe siècle, Bellot des Minières avait fait planter de nombreux cépages entrant dans l’assemblage des vins de Haut-Bailly, qui explique l’existence à Haut-Bailly d’une vieille vigne riche en cépages variés. C’est la croupe sacrée dominant la propriété : « Les cépages sont tous de vieilles vignes françaises, de premier choix, et dans d’heureuses proportions pour donner le maximum de qualité étant donné la nature des terrains de la propriété. En voici la répartition : 1/12de cabernet franc, 1/12 de carmenère, 1/12 de merlot, 1/12 de malbec, 1/12 de petit verdot, 7/12 de cabernet sauvignon ».

## Biographie
- Lucien Daniel, Bellot des Minières et son œuvre (L'Œnophile, Bordeaux, 1907).